# مضي (ثمريت)
مضي منطقة سكنية تقع في ولاية ثمريت، التابعة لمحافظة ظفار في سلطنة عمان. يقدر عدد سكانها بـ 529 نسمة حسب إحصاء عام 2010 التابع للمركز الوطني للإحصاء والمعلومات الحكومي. رمز المنطقة هو 20530740.

## أهم الانشطة الاقتصادية
تربية الإبل حيث تعتبر من أهم الأنشطة التراثية التي يهتم بها أهالي المنطقة حيث اغلب سكان المنطقة من البدو
وتربية الغنم تاتي في المرتبة الثانية بعد تربية الإبل

## أهم المعالم الطبيعية
عين مضي وهي عين ماء عذب تنمو حولها اشجار النخيل وكذلك عين بامشنيجة.تقع نيابة مضي على ضفة وادي غاره الذي ينحدر من جبال ظفار جنوباً إلى الربع الخالي شمالاً. توجد في مضي عدة مقابر البعض منها بعد الأسلام والبعض قبله. حيث أكتشفت بعثه أمريكية أن بعض القبور الدائريه تبلغ 5000 ألاف سنه وتوجد في نيابة مضي الأحجار الثلاثيه بكثره والتي لم يحل لغزها إلى يومنا هذا بعد.

## الوصلات الخارجية
- المركز الوطني للإحصاء والمعلومات، سلطنة عمان